# Kungsgrundet
Kungsgrundet är ett grund i inloppet till Västervik österifrån.
Kungsgrundet skall ha fått sitt namn efter den grundstötning som ägde rum där i september 1446, då Kristoffer av Bayern på väg från Västergarn till Kalmar strandade här. Enligt andra källor skall det vara Erik av Pommern som strandade här. Johan Månsson beskriver i sin "Siö-Book" grundet som "en hoop med slemme Klippor, somma synas och somma bryter thet vppå, then ytrsta kallas Kongzgrundet, ther vppå är sex foot Watn". En mängd fartyg har genom århundradena strandat och förlist på grundet. I januari 1917 totalhavererade det tyska ångfartyget Anne-Marie på grundet, men besättningen kunde räddas. 24 maj 1927 strandade svenska motorfartyget Retriver på Kungsgrundet, men kunde tas flott sedan man lossat en del last. 12 mars 1938 strandade svenska ångfartyget Altair på Storgrundet alldeles utanför Kungsgrundet men kunde räddas av att vädret var alldeles stilla under tre dygn, vilket gjorde att lasten kunde lossas och fartyget dras flott. I oktober 1941 strandade tyska ångfartyget Baltland på grundet. Fartyget hade redan tidigare blivit manöverodugligt efter att ha gått på en mina och stor del av besättningen räddas. Fartyget kom att sjunka på grundet. 
I april 1923 sattes en lysboj upp på grundet, vid denna låg Kungsgrundet någon decimeter under havsytan. Den ersattes senare av en lys- och ljudboj. 1955–1957 uppfördes en automatisk fyr på grundet.